# Ricard Sales
Ricard Sales (Barcelona, 1 de enero de 1981) es un actor y productor español.

## Biografía
Ricard Sales nace el 1 de enero de 1981 en Barcelona. 

(1995-1999) A los 15 años empieza a estudiar teatro en el Estudio Nancy Tuñón y rueda su primera película para televisión Un amor claroscuro (1996). A sus 18 años decide proseguir sus estudios en Londres, en el Actor’s Center.

(2000-2004) Se licencia en Comunicación Audiovisual en la Facultad Ramon Llull de Barcelona periodo en el que dirige y produce sus primeros cortometrajes.

Durante este tiempo compagina sus estudios de producción con diversos trabajos en teatro entre los que destaca Ronda de mort a Sinera de Salvador Espriu en el Teatre Lliure (2002), junto con proyectos en cine como Ouija (película de 2003)|Ouija (2003) o Las maletas de Tulse Luper de Peter Greenaway (2004) entre otros.

(2004-2009) Viaja a Bielorrusia con un grupo de actores franceses para hacer un máster en Técnica Stanislavski y funda la empresa, Teatro Rojo S.L. para gestionar la organización de cursos de teatro para actores españoles en el Teatro Nacional de Minsk (Bielorrusia).

Durante estos años, Ricard se instala en Madrid y paralelamente a la organización de la escuela en Minsk empieza a hacerse un hueco en la televisión estatal participando en gran variedad de series. A su vez, le llaman para varios proyectos en el extranjero como Comme sur des roulettes (2005), Hidden Camera (2007), Du outro lado do Mundo (2008) o The lost (2009).

(2009-2016) Después de rodar No estás sola, Sara (2009), participa en la serie de éxito Gran Reserva (2010-2013). Con Bambú Producciones también rodará su siguiente serie Seis Hermanas, aunque nunca deja de compaginar su faceta televisiva con su trayectoria teatral como con la obra El día que nació Isaak en el Teatro Fernando Fernán Gómez (2011) o Las mejores ocasiones en la Sala Mirador.

En (2016) funda LaCima Producciones S.L., una productora de cine y televisión especializada en largometrajes y series tanto de ficción como documental. 

En (2021) logran alzarse con dos estatuillas en los Premios Goya (Mejor Documental y Mejor Montaje) por la película El año del descubrimiento dirigida por Luis López Carrasco, la cual ha sido galardonada con más de 18 premios nacionales e internacionales entre los que destacan el premio Astor Piazzolla en el Festival Internacional de Cine de Mar del Plata, el Premio Especial del Jurado en el Festival de Cine Europeo de Sevilla, el Premio Forqué, el Premio Feroz, el Grand Prix del Festival Cinéma du Réel, el Golden Alexander Award en el Festival Internacional de Tesalónica o el Premio Especial del Jurado en el Festival Internacional de Cine de Joenju, entre otros.

En la actualidad, Ricard compagina su carrera de actor con la de productor.

## Filmografía

### Series de televisión
- Las chicas del cable (2019) - como Abel Cano
- Pequeñas coincidencias (2018) - Miguel, novio de Marta
- Sabuesos (2018)- Roberto Castillo
- Servir y proteger (2017) - Hugo Ferrer
- Cites  (2015–2016) -  Edu
- Seis hermanas (2015-2017) - Gabriel Gutiérrez
- Ermessenda (2011) - Roger I de Tosny
- Gran Reserva (2010 - 13) - como Daniel Reverte
- Hay alguien ahí (2010) - como Iván Daza Marqués dos capítulos
- Aída (2009) - un capítulo El Amigo Inversible como Pascual
- El porvenir es largo (2008 - 09) - como Raúl
- Los hombres de Paco (2009) - un capítulo
- Acusados (2009) - como Miguel
- Hermanos y detectives (2009) - un capítulo
- La ratjada (2008) - como Roger Argems
- Herederos (2008) - como Richi
- Ventdelplà (2005 - 08) - como Miki
- Maitena: Estados alterados (2008) - episódico
- Quart (2007) - episódico
- Hospital Central (2004 - 06) - como Dr. Gus Herrero
- El comisario (2006) - episódico
- Jet Lag (2006) - episódico
- Viva S Club (2002) - extra
- Psico express (2002) - episódico
- Policías, en el corazón de la calle (2001) - episódico
- Laberint d'ombres (1999) - como Grum

### TV movies
- Ermessenda (2011) - Roger de Tosny
- Paquirri (2009) - como Riverita
- No estás sola, Sara (2009) - como Javier
- The Lost (2009) - como Alex
- Vida de familia (2007) - como Xavi
- Hidden camera (2007) - como Jaime
- Comme sur des roulettes (2005) - como Marius
- Estocolm (2004) - como Tuto
- Falsa culpable (2004) - como Técnic
- Iris (2003) - como Raúl
- La caverna (2000) - extra
- Un amor clar-obscur (1996) - como Fred

### Películas
- Onyx, los reyes del grial (2018) - como Otto Rahn
- Lasa y Zabala (2014) - como Dorado
- Dioses y Perros (2014) - como Mario
- La mujer del anarquista (2008) - como oficial de Policía
- Du Outro Lado do Mundo (2008) - como Fábio
- Lo mejor de mí (2007) - como Ivan
- La buena voz (2006) - como Mikel
- Ouija (2003) - como Víctor
- Las maletas de Tulse Luper (2003) - como Luper Joven

### Teatro
- Yo me bajo en la próxima. ¿Y usted? 2014
- Las mejores ocasiones 2013
- Sexo 10.0 2012
- El día que nació Isaak 2010
- Juana de arco en la hoguera 2009
- El dios tortuga 2008
- Ronda de mort a Sinera 2002
- Sirenas en alquitrán 1999–2000